# Fred Stoker
Fred Stoker ( 1878 - 1943 ) fue un botánico, y horticultor inglés, vivió en 'Summit', Baldiwns Hill, Loughton, Essex.

## Algunas publicaciones

### Libros
- 1934. An account of certain shrubs suitable for cultivation in the rock garden. Vol. 2, N.º 8 de Quarterly bulletin, Alpine Garden Society (Gran Bretaña). 65 pp.
- 1934. Shrubs for the rock garden. Vol. 2, N.º 8 de Quarterly bulletin, Alpine Garden Society (Gran Bretaña). Ed. Williams & Norgate. 77 pp.
- 1935. A list of lily names and synonyms
- 1939. A gardener's progress. Ed. Putnam. 457 pp.
- 1942. A book of lilies. Vol. 14 de King Penguin books. 32 pp.
- Lilies for every garden. Ed. W.A. Constable. 116 pp.

## Honores
Fue elegido miembro de la Sociedad linneana de Londres.
- La abreviatura «Stoker» se emplea para indicar a Fred Stoker como autoridad en la descripción y clasificación científica de los vegetales.[1]